# Limnochromis abeelei
Limnochromis abeelei е вид лъчеперка от семейство Цихлиди (Cichlidae).

## Разпространение
Видът е разпространен в Замбия.